# UFC 121
UFC 121: Lesnar vs. Velasquez est un événement d'arts martiaux mixtes organisé par Ultimate Fighting Championship, s'étant tenu le 23 octobre 2010 au Honda Center d'Anaheim, dans la banlieue de Los Angeles.

## Historique
Cet évènement était un des événements les plus attendu de l'année, sa carte sur le papier étant d'une qualité exceptionnelle. En effet, il a vu s'affronter Brock Lesnar, champion poids lourds de l'UFC, et Cain Velasquez encore invaincu. Ce combat pour le titre en 5 rounds de 5 minutes était extrêmement anticipé, Velasquez étant considéré comme un challenger de grande qualité après ses victoires probantes, notamment contre Antonio Rodrigo Nogueira. Ce fut aussi les débuts tant attendus de Jake Shields à l'UFC après la fin de son contrat au Strikeforce, celui-ci est classé numéro 3 dans la division des Welterweight, et pourrait se voir offrir un combat contre le vainqueur de Georges St. Pierre vs Josh Koscheck. On a aussi vu s'affronter Matt "The Hammer" Hamill et Tito Ortiz, Hamill étant un ancien élève de Tito lors du show télévisé The Ultimate Fighter et ami de celui-ci. Ces deux là s'entrainant à la même académie. Diego Sanchez, et Court McGee, anciens vainqueurs respectivement du TUF 1 et TUF 11 se sont battus sur la carte, tout comme l'ancien challenger d'Anderson Silva: Patrick Côté.

## Carte officielle[1]

### Carte principale
- Heavyweight:  Brock Lesnar vs.  Cain Velasquez

Cain Velasquez bat Brock Lesnar par TKO (punches), au round 1 (4:12)
- Welterweight :  Jake Shields vs.  Martin Kampmann

Jake Shields bat Martin Kampmann par décision partagée (29-28, 28-29, 30-27)
- Welterweight :  Diego Sanchez vs.  Paulo Thiago

Diego Sanchez bat Paulo Thiago par décision unanime (30-26, 29-28, 29-28)
- Light Heavyweight:  Tito Ortiz vs.  Matt Hamill

Matt Hamill bat Tito Ortiz par décision unanime (29-28, 29-28, 30-27)
- Heavyweight:  Brendan Schaub vs.  Gabriel Gonzaga

Brendan Schaub bat Gabriel Gonzaga par décision unanime (30-27, 30-27, 30-27)

### Carte préliminaire (Spike TV)
- Middleweight bout:  Court McGee vs.  Ryan Jensen

Court McGee bat Ryan Jensen par soumission, au round 3 (1:21)
- Middleweight bout:  Patrick Côté vs.  Tom Lawlor

Tom Lawlor bat Patrick Côté par décision unanime (30-27, 30-27, 30-27)

### Carte préliminaire
- Welterweight bout:  Mike Guymon vs.  Daniel Roberts

Daniel Roberts bat Mike Guymon par soumission (étranglement par Anaconda), au round 1 (1:13)
- Lightweight bout:  Sam Stout vs.  Paul Taylor (en)

Sam Stout bat Paul Taylor par décision partagée (29-28, 28-29, 30-27)
- Middleweight bout:  Chris Camozzi vs.  Dong Yi Yang

Chris Camozzi bat Dongi Yang par décision partagée (29-28, 28-29, 29-28)
- Heavyweight bout:   Gilbert Yvel vs.  Jon Madsen

Jon Madsen bat Gilbert Yvel par TKO (punches), au round 1.

## Bonus de la soirée
Les lauréats remportent la somme de 70 000 $
- KO de la soirée : Cain Velasquez
- Soumission de la soirée : Daniel Roberts
- Combat de  la soirée : Diego Sanchez vs. Paulo Thiago